# Valérie Grenier
Valérie Grenier (Ottawa, 30 ottobre 1996) è una sciatrice alpina canadese.

## Biografia

### Stagioni 2012-2016
Valérie Grenier ha fatto il suo esordio in gare valide ai fini del punteggio FIS il 10 dicembre 2011, in uno slalom speciale a Val Saint-Côme classificandosi 15ª. Il 13 marzo 2012 ha debuttato in Nor-Am Cup, partecipando allo slalom gigante di Mont Garceau e classificandosi 28ª. Il 15 dicembre 2014 ha conquistato il primo podio in Nor-Am Cup, vincendo il supergigante di Panorama.
In Coppa del Mondo ha esordito il 7 dicembre 2014 a Lake Louise (32ª in supergigante) e ha colto i primi punti il 25 gennaio 2015 a Sankt Moritz (13ª in supergigante). Ai Mondiali di Vail/Beaver Creek 2015, sua prima presenza iridata, è stata 19ª nel supergigante e non ha completato la discesa libera e la combinata, e il 7 marzo dello stesso anno ha conquistato la medaglia di bronzo nello slalom gigante ai Mondiali juniores di Hafjell 2015; il 27 febbraio 2016, nella rassegna iridata giovanile di Soči 2016, ha conquistato la medaglia d'oro nella discesa libera e due giorni dopo quella d'argento nel supergigante. 

### Stagioni 2017-2025
Ai Mondiali di Sankt Moritz 2017 si è classificata 32ª nella discesa libera, 33ª nel supergigante, 11ª nella combinata e non ha completato lo slalom gigante e ai XXIII Giochi olimpici invernali di Pyeongchang 2018, sua prima presenza olimpica, si è classificata 21ª nella discesa libera, 23ª nel supergigante, 6ª nella combinata e non ha terminato lo slalom gigante.
Ai Mondiali di Åre 2019 è stata 19ª nel supergigante, mentre a quelli di Cortina d'Ampezzo 2021 non ha completato supergigante, slalom gigante e combinata; ai XXIV Giochi olimpici invernali di Pechino 2022 non ha completato lo slalom gigante. Il 7 gennaio 2023 ha conquistato il primo podio in Coppa del Mondo, vincendo lo slalom gigante disputato a Kranjska Gora, e ai successivi Mondiali di Courchevel/Méribel 2023 ha vinto la medaglia di bronzo nella gara a squadre, si è piazzata 20ª nello slalom gigante, 14ª nella combinata e non ha completato il supergigante; ai Mondiali di Saalbach-Hinterglemm 2025 è stata 14ª nello slalom gigante e non ha completato il supergigante.

## Palmarès

### Mondiali
- 1 medaglia:
  - 1 bronzo (gara a squadre a Courchevel/Méribel 2023)

### Mondiali juniores
- 3 medaglie:
  - 1 oro (discesa libera a Soči/Roza Chutor 2016)
  - 1 argento (supergigante a Soči/Roza Chutor 2016)
  - 1 bronzo (slalom gigante a Hafjell 2015)

### Coppa del Mondo
- Miglior piazzamento in classifica generale: 19ª nel 2024
- 4 podi (1 in discesa libera, 3 in slalom gigante):
  - 2 vittorie (in slalom gigante)
  - 2 terzi posti (1 in discesa libera, 1 in slalom gigante)

#### Coppa del Mondo - vittorie
| Data           | Località      | Paese    | Specialità |
| -------------- | ------------- | -------- | ---------- |
| 7 gennaio 2023 | Kranjska Gora | Slovenia | GS         |
| 6 gennaio 2024 | Kranjska Gora | Slovenia | GS         |

Legenda:

GS = slalom gigante

### Coppa Europa
- Miglior piazzamento in classifica generale: 81ª nel 2024
- 2 podi:
  - 1 secondo posto
  - 1 terzo posto

### Nor-Am Cup
- Miglior piazzamento in classifica generale: 2ª nel 2016
- Vincitrice della classifica di combinata nel 2018
- 16 podi:
  - 9 vittorie
  - 5 secondi posti
  - 2 terzi posti

#### Nor-Am Cup - vittorie
| Data             | Località        | Paese       | Specialità |
| ---------------- | --------------- | ----------- | ---------- |
| 15 dicembre 2014 | Panorama        | Canada      | SG         |
| 20 marzo 2015    | Burke Mountain  | Stati Uniti | GS         |
| 19 marzo 2016    | Vail            | Stati Uniti | GS         |
| 2 marzo 2018     | Copper Mountain | Stati Uniti | KB         |
| 3 marzo 2018     | Copper Mountain | Stati Uniti | SG         |
| 14 marzo 2018    | Kimberley       | Canada      | GS         |
| 17 marzo 2018    | Kimberley       | Canada      | KB         |
| 17 marzo 2018    | Kimberley       | Canada      | SG         |
| 18 marzo 2018    | Kimberley       | Canada      | SG         |

Legenda:

SG = supergigante

GS = slalom gigante

KB = combinata

### Campionati canadesi
- 6 medaglie[1]:
  - 3 ori (discesa libera nel 2016; slalom gigante nel 2017; slalom gigante nel 2018)
  - 3 bronzi (supergigante, slalom gigante nel 2016; slalom speciale nel 2018)